# Gérard Mourou

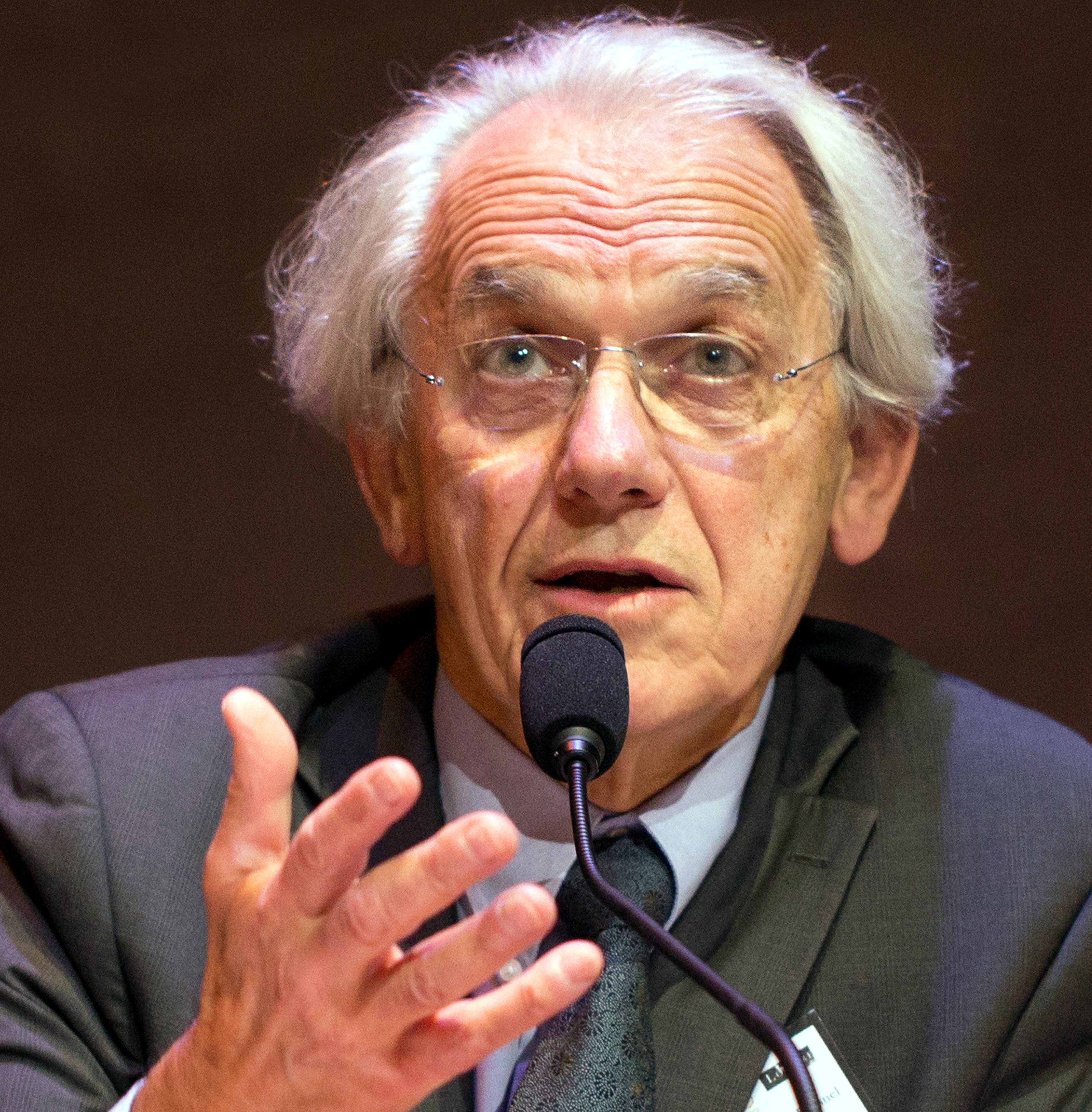
Gérard Mourou (2015)

Gérard Albert Mourou (* 22. Juni 1944 in Albertville) ist ein französischer Physiker, der sich mit Laserphysik und nichtlinearer Optik befasst. 2018 erhielt Mourou den Nobelpreis für Physik, zusammen mit Arthur Ashkin und Donna Strickland für „bahnbrechende Erfindungen im Bereich der Laserphysik“.

## Biografie
Mourou studierte Physik an der Universität Grenoble und schloss dort mit dem Vordiplom ab. 1970 wechselte er an die Universität Pierre und Marie Curie, wo er 1973 promoviert wurde. Als Post-Doktorand war er an der San Diego State University in Kalifornien. In den Jahren 1979 bis 1988 arbeitete er am Labor für Laser-Energetik der New Yorker University of Rochester und war dort sowohl Gruppenleiter der Pikosekunden-Physik wie auch Professor. Ab 1988 war er Professor an der University of Michigan, wo er 1990 Gründungsdirektor des Center for Ultrafast Optical Science war. 1995 wurde er dort zum A. D. Moore Distinguished University Professor Emeritus ernannt. Er ist Direktor des Labors für Angewandte Optik (Laboratoire d’Optique Appliquée, LOA) der École polytechnique, der ParisTech und des Centre national de la recherche scientifique  (CNRS) in Palaiseau und Direktor des International Center for Zetta-Exawatt Science and Technology (IZEST) an der École Polytechnique.
Er befasst sich mit ultrakurzen Laserpulsen und ist zusammen mit Donna Strickland (seiner Doktorandin) einer der Erfinder der CPA (Chirped Pulse Amplification) zur Erzeugung sehr kurzer Laserpulse hoher Intensität, die bis in den Petawatt-Bereich reichen.
Mit Toshiki Tajima und Sergei Wladimirowitsch Bulanow verfolgt er Ideen zur ultrarelativistischen Optik und Teilchenbeschleunigung mit Laserplasmen. Er befasste sich auch mit Lasern für die Augenchirurgie.
1994 war er Gastprofessor an den Universitäten Tokio und Grenoble.

## Auszeichnungen
- 1995 R. W. Wood Prize
- 1997 Harold E. Edgerton Award der SPIE
- David Sarnoff Award des IEEE
- 2004 IEEE/LEOS Quantum Electronics Award
- 2005 Willis-E.-Lamb-Preis
- 2009 Charles Hard Townes Award
- 2016 Frederic Ives Medal der OSA
- 2016 Berthold Leibinger Zukunftspreis
- 2018 Arthur-L.-Schawlow-Preis für Laserphysik
- 2018 Nobelpreis für Physik
- 2019 Komtur mit Stern des Verdienstordens der Republik Ungarn

- 2014 Ehrendoktor der rumänischen polytechnischen Universität in Bukarest
- 2019 Ehrendoktor der Heinrich-Heine-Universität Düsseldorf[7]
- 2019 Ehrendoktor der West-Universität Temeswar[8]
- Ehrendoktor der Universität Laval, an der er während der Abfassung seiner Dissertation zeitweise arbeitete

## Mitgliedschaften
- Fellow der Optical Society of America (OSA)
- Fellow der IEEE
- Mitglied der National Academy of Engineering
- 2007 korrespondierendes Mitglied der Österreichischen Akademie der Wissenschaften[9]
- 2008 auswärtiges Mitglied der Russischen Akademie der Wissenschaften[10]

## Schriften (Auswahl)
Außer den in den Referenzen zitierten Aufsätzen.
- mit H. E. Elsayed-Ali, T. B. Norris, M. A. Pessot: Time-resolved observation of electron-phonon relaxation in copper. In: Phys. Rev. Lett. Band 58, 1987, S. 1212
- mit P. Maine, Donna Strickland, P. Bado, M. Pessot: Generation of ultrahigh peak power pulses by chirped pulse amplification. In: IEEE Journal of Quantum Electronics. Band 24, 1988, S.  398–403
- mit D. Du, X. Liu, G. Korn, J. Squier: Laser-induced breakdown by impact ionization in SiO2 with pulse widths from 7 ns to 150 fs. In: Applied Physics Letters. Band 64, 1994, S. 3071–3073
- mit M. D. Perry: Terawatt to petawatt subpicosecond lasers. In: Science. Band 264, 1994, S. 917–924
- mit A. Braun, G. Korn, X. Liu, D. Du, J. Squier: Self-channeling of high-peak-power femtosecond laser pulses in air. In: Optics Letters. Band 20, 1995, S. 73–75
- mit D. Umstadter, S. y. Chen, A. Maksimchuk, R. Wagner: Nonlinear optics in relativistic plasmas and laser wake field acceleration of electrons. In: Science. Band 273, 1996, S. 472–475
- mit X. Liu, D. Du: Laser ablation and micromachining with ultrashort laser pulses. In: IEEE Journal of Quantum Electronics. Band 33, 1997, S. 1706–1716
- mit C. P. Barty, Michael Perry: Ultrahigh-intensity laser: physics of the extreme on a tabletop. Lawrence Livermore Lab 1997
- mit M. Lenzner, J. Krüger, S. Santania, Z. Cheng, C. Spielmann, Wolfgang Kautek, Ferenc Krausz: Femtosecond optical breakdown in dielectrics. In: Phys. Rev. Lett. Band 80, 1998, S. 4076
- mit A. C. Tien, S. Backus, Henry Kapteyn, Margaret Murnane: Short-pulse laser damage in transparent materials as a function of pulse duration. In: Phys. Rev. Lett. Band 82, 1999, S. 3883
- mit Tibor Juhasz, Frieder H. Loesel, Ron M. Kurtz, Christopher Horvath, Josef F. Bille: Corneal refractive surgery with femtosecond lasers. In: IEEE Journal of Selected Topics in Quantum Electronics. Band 5, 1999, S. 902–910
- mit T. Esirkepov, M. Borghesi, S. V. Bulanov, T. Tajima: Highly efficient relativistic-ion generation in the laser-piston regime. In: Phys. Rev. Lett. Band 92, 2004, S. 175003
- mit T. Tajima, S. V. Bulanov: Optics in the relativistic regime. In: Reviews of Modern Physics. Band 78, 2006, S. 309
- mit V. Yanovsky u. a.: Ultra-high intensity-300-TW laser at 0.1 Hz repetition rate. In: Optics Express. Band 16, 2008, S. 2109–2114